# Таитянский плодоядный голубь
Таитянский плодоядный голубь (лат. Ducula aurorae) — вид птиц из семейства голубиных. Является эндемиком Французской Полинезии. Его естественная среда обитания — субтропические или тропические влажные низменные леса и субтропические или тропические влажные горные леса. Данному виду угрожает потеря среды обитания.

## Таксономия
В справочнике Клементса и других таитянский плодоядный голубь делится на два подвида:
- Ducula aurorae aurorae — обитает на острове Макатеа (Туамоту)
- Ducula aurorae wilkesii — обитает на Таити (Острова Общества)

Международный союз орнитологов не выделяет подвидов.

## Описание
Этот голубь достигает примерно 51 см в длину. Это большой голубь с широкими закруглёнными крыльями. Его оперение серебристо-серое на голове, а большинство нижних частей с тёмными бронзово-зелёными верхними частями и чёрным низом.

## Экология и сохранение
Этот вид ранее встречался в густых лесных массивах с плодоносящими деревьями, но с тех пор встречается во вторичных местах обитания, таких как сады. Он питается плодами разнообразных местных и ввезённых деревьев. Это сейчас важный распространитель семян на Макатеа, ускоряя распространение местного леса в районы, территории которых были заминированы и уничтожены леса. Очень скрытная птица, которая едва ли различима из-за своей окраски оперения в густой листве верхушек деревьев. Полёт голубей тяжёлый с глубокими биениями крыла. В отличие от близкородственного вида тихоокеанского плодоядного голубя, таитянский плодоядный голубь не мигрирует. Мало что известно о репродуктивной биологии этого вида. В оценке за 2009 год предполагалось, что численность популяции в настоящее время составляет лишь 1000—1600 особей.